# Дети Победы
Де́ти Побе́ды (укр. Діти Перемоги) — докудрама, снятая в 2017 году телеканалом 1+1 и основанная на воспоминаниях людей, которые в годы Второй мировой войны были детьми.

## Сюжет
В основе фильма — интервью шести героев, рождённых и встретивших войну в разных частях Украины. Поэтому каждый из них видел и чувствовал её по-разному. Для кого-то из них война началась 22 июня 1941 года. Но для тех, кто жил на Западной Украине, жизнь изменилась уже 1 сентября 1939 года, когда немецкие самолёты впервые бомбили Львов. Для одних война закончилась 9 мая 1945 года, так для других она продолжалась ещё долго, далёкими ссылками в советские лагеря и унизительными допросами в КГБ. «Что для нас, украинцев, 9 мая? Торжество победы? Или трагедия, коснувшаяся каждой семьи?» — так обозначила тему фильма сценаристка Светлана Усенко. Герои картины — узники Аушвица и Львовского гетто, сын полка и связной УПА, девушка-остарбайтер и свидетельница немецкой оккупации Киева.
Съемки фильма происходили как на Украине (в Киеве, Львове, Харькове, Запорожье, Кропивницком), так и за её пределами (в Польше, Государственном мемориальном музее Aушвиц, Кракове, США и на острове Сан-Мартин).

## Признание
Писатель и публицист Андрей Кокотюха расценил картину как «без преувеличения, эпическое полотно, сотканное из реконструкций, игровых сцен, элементов реалити, стенд-апов, путешествий…»
Премия «Телетриумф» признала «Детей Победы» лучшей документальной драмой года, премии также получили Сергей Сотниченко как лучший режиссёр документального фильма и Виталий Панасюк как лучший оператор документального фильма, ленте досталась также награда за лучший дизайн. Премия «Снято в Украине» назвала «Детей Победы» лидером зрительского голосования в номинации «Телевизионный документальный фильм» за 2016—2018 годы. Кроме того, премию в области телевизионного дизайна и рекламы PromaxBDA получили титры к фильму.